# Selexipag
Selexipag ist ein Arzneistoff zur Behandlung eines Bluthochdrucks im Blutkreislauf der Lungen (der pulmonal-arteriellen Hypertonie). Es ist ein oraler selektiver Agonist des Prostacyclin (IP)-Rezeptors und führt darüber zu einer Vasodilatation besonders im Lungenkreislauf, was dort zu einer Blutdrucksenkung führt.
Der Arzneistoff ist selbst am IP-Rezeptor aktiv und hat außerdem einen aktiven Metaboliten mit längerer Halbwertszeit, ACT-333679 (MRE-269), welcher die freie Carbonsäure darstellt.

ACT-333679 oder MRE-269, der aktive Metabolit von Selexipag

Selexipag wurde von dem Schweizer Pharmaunternehmen Actelion entwickelt und erhielt unter dem Handelsnamen Uptravi im Dezember 2015 durch die US-amerikanische Arzneimittelbehörde FDA die Zulassung als Orphan-Arzneimittel zur Behandlung der pulmonalen arteriellen Hypertonie. Im Mai 2016 folgte die Zulassung in der EU.

## Phase-III-Studie
Die Zulassung erfolgte vor allem aufgrund der Ergebnisse der „GRIPHON“-Studie, einer französischen multizentrischen randomisierten doppelblinden Placebo-kontrollierten klinischen Phase-III-Studie. Hierbei wurden 1.156 Patienten mit idiopathischer, hereditärer oder sekundärer pulmonal-arterieller Hypertonie eingeschlossen, die individualisiert bis zu 1.600 μg Selexipag (oder Placebo) bis zweimal täglich für im Median 70 Wochen (Placebo im Median 63 Wochen)  erhielten. Dabei zeigte sich ein signifikanter positiver Effekt mit einer Hazard ratio von 0,60 unter Selexipag (Konfidenzintervall 0,46–0,78). Der primäre Endpunkt wurde als Tod oder Komplikation durch die pulmonale arterielle Hypertonie definiert und in 27,0 % unter Selexipag bzw. in 41,6 % unter Placebo erreicht. Schwere unerwünschte Wirkungen traten signifikant häufiger auf und führten in 14,3 % zum vorzeitigen Therapieabbruch (unter Placebo in 7,1 %). Besonders oft traten Kopfschmerzen (65 % unter Selexipag versus 33 % unter Placebo), Durchfall (42 %  vs. 19 %), Übelkeit (34 % vs. 19 %), Kieferschmerzen (26 % vs. 6 %) und Erbrechen (18 % vs. 9 %) auf.